# 澤口フク
澤口 フク（さわぐち フク、1886年（明治19年）8月25日 - 1972年（昭和47年）12月24日）は、日本の政治家。秋田県仙北郡中川村（のち角館町を経て、現・仙北市）長。秋田県議会議員（3期）。

## 来歴
秋田県仙北郡荒川村（のち協和村→協和町を経て、現・大仙市）生まれ。秋田女子師範学校（現・秋田大学教育文化学部）を経て、日本音楽学校に入る。その後、帰郷し、1911年に中川村の澤口朝治と結婚する。朝治は後に中川村長となる。
1947年、公職追放となった夫に代わり、中川村長選挙に立候補し、当選。秋田県では初の女性村長となった。同時に秋田県議会議員選挙に仙北郡選挙区から秋田県民主党から立候補し、当選した。村長は1951年まで1期4年務め、同年の秋田県議会議員選挙で再選（自由党）。1955年に三選。同年暮れの保守合同により、自由民主党所属となる。県議は1959年まで務めた。
このほか村長や県議として活動しただけでなく、秋田県地域婦人団体連絡協議会の結成に尽力し、会長となり、秋田県婦人会館の建設に奔走。県議引退後の1961年に完成。同会館の初代理事長となった。また、秋田相互銀行（のち秋田あけぼの銀行、現・北都銀行）取締役、秋田和洋女子高等学校（現・秋田令和高等学校）理事などを歴任し、秋田県文化功労者となった。県内の女性の地位向上に努めた。